# Recado rojo
Il recado rojo o pasta di achiote è una mistura di spezie tipicamente associata alla cucina messicana e beliziana, in particolare nella Penisola dello Yucatán e nello stato di Oaxaca. Essa include annatto, origano, cumino, chiodi di garofano, cannella, pepe nero, pimento, aglio e sale.
Viene tradizionalmente diluito nel succo di arance di Siviglia e nell'aceto. Alcuni dei suoi impieghi possono essere la preparazione del pollo pibil e della cochinta pibil.